# اسینگن (وورتمبرگ)
اسینگن (وورتمبرگ) (به آلمانی: Essingen) یک شهر در آلمان است که در استالبکرایس واقع شده‌است.